# Buchheim
Buchheim là một xã trong huyện Tuttlingen trong bang Baden-Württemberg thuộc nước Đức.